# Chichoj
La laguna Chichoj está localizada a orillas de la Villa de San Cristóbal Verapaz, del departamento de Alta Verapaz, a 204 km de la ciudad de Guatemala. Su localización geográfica es de 15° 21” 30' latitud norte y 90° 28" 40' longitud oeste. De 1.5 km de longitud, 0.5 km de ancho, cubre una superficie de 0,5 km² y tiene un volumen de 4,8 ± 0,1 millones de metros cúbicos con una profundidad máxima de 32 metros.

## Localización
El Área de Protección Especial Laguna Chichoj, se encuentra en el municipio de San Cristóbal Verapaz, departamento de Alta Verapaz, a 23 kilómetros de la cabecera departamental, Cobán, y a 204 kilómetros de la ciudad capital. El municipio tiene una extensión territorial de 192 km². La cabecera municipal de San Cristóbal Verapaz se localiza en la latitud 15º 21’ 50” y longitud 90° 28’ 45”, a una altitud de 1,393 metros sobre el nivel del mar. Colinda al norte con Cobán (Alta Verapaz), al suroeste con Uspantán (Quiché), al este con Cobán y Santa Cruz Verapaz (Alta Verapaz).

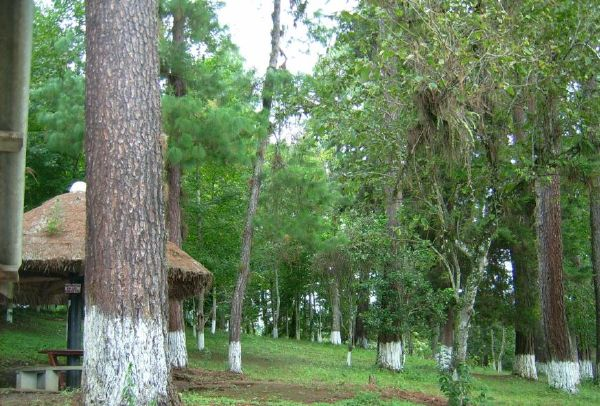
El Petencito.

## Límites naturales
La laguna Chichoj se encuentra ubicada dentro de la subcuenca del mismo nombre. La laguna Chichoj no recolecta toda el agua que cae sobre la subcuenca, debido a que parte del agua se infiltra en calizas para reaparecer en otras cuencas. 
La subcuenca constituye la parte alta de la cuenca del Río Cahabón, a la cual pertenece. Está delimitada al suroeste por la Cuenca del Ríos Salinas que vierte sus aguas al Golfo de México, y al noroeste por el Área de Captación del Río Cahabón que vierte sus aguas al Océano Atlántico.
La subcuenca hidrográfica, por ser una unidad física en la cual tienen lugar todo el proceso natural, así mismo por ser una unidad natural y lógica para el desarrollo agrícola, ambiental y socioeconómico, fue considerada de forma integral como territorio destinado a Área de Protección.

## Acceso al área
El acceso principal al área de estudio desde la ciudad capital, es la carretera CA-9 que conduce al Norte de la República, tomando el desvío del kilómetro 85 con destino a la cabecera departamental de Alta Verapaz, por la carretera CA-14. Al llegar al kilómetro 197 se toma la carretera 7W que se dirige hacia los municipios de Santa Cruz y San Cristóbal Verapaz que se ubica a 6 kilómetros del primero.
Ingresando por el Occidente de la República, se puede acceder por la carretera CA-1 por el departamento de Huehuetenango, y continuando por la carretera departamental 6W que conduce al municipio de Chiantla (Huehuetenango) a la altura de la aldea Buenos Aires. En dirección este, esta carretera pasa a ser la 7W que atraviesa el municipio de Aguacatán (Huehuetenango), y los de Sacapulas, Cunén, Uspantán y Chicamán (Quiché), hasta llegar al municipio de San Cristóbal Verapaz. Acceso al lago desde Chicamán se encuentra más difícil luego de la destrucción de la carretera 7W el 4 de enero de 2009, cuando cuatro millones de metros cúbicos de rocas se desprendieron del cerro La Laguna cerca de San Cristóbal Verapaz, y se extendieron como una avalancha de rocas en la cumbre de Los Chorros, destruyendo este vía de comunicación importante que se ha mantenido sin reparar.

## Leyendas sobre el origen de la laguna
En el pueblo se han transmitido, a través de varias generaciones, leyendas sobre el origen de la laguna, que de alguna forma pareciera tener parte de verdad. Coinciden en atribuirla a un gran terremoto.
Albizurez (1980:53) cita, tal como se la contó el Padre Terga, la siguiente historia: "Había un pueblo, con iglesia, al padre no lo querían, le iban a pegar, huyó, se fue a la cumbre y maldijo al pueblo, al irse empezó a llover y llover hasta que el pueblo desapareció y se llenó de agua y se convirtió en laguna; el padre tenía una serpiente que quedó hundida". Otra historia citada por el mismo autor indica que "había un pueblo con una iglesia, 'San Andrés', el pueblo fue hundido por un terremoto y se llenó de agua".
De acuerdo a Terga (1979:4) en San Cristóbal hay un profundo "misticismo alrededor del lago, ese "mar pequeño" que brota eternamente de las entrañas misteriosas del suelo cristobalense, las montañas sagradas, ...". Sobre el origen del lago, el mismo autor cita una leyenda que mencionan muchos cristobalenses, generada aparentemente como parte de la dominación cristiana: "Con el tiempo, surgió una resistencia de parte de los principales de San Cristóbal a los laudables intentos de algunos dominicos de imponer su religiosidad sobre este pueblo milenario. Según la tradición oral surgió un conflicto peligroso entre ellos y un padre dominico, que amenazado por su vida huyó de San Cristóbal y por la cumbre que va a San Joaquín maldijo al pueblo por su terquedad. Así Dios afligió al pueblo con una tempestad que lo inundó, formando un lago donde antes estaba el pueblo. Así fue escarmentado Caccoh por su incredulidad" (Terga, 1979:87-88).
Algunas prácticas y relatos indican que la laguna era y es considerada sagrada para los indígenas del lugar. Actualmente aún hay altares que constituyen centros de oración en sus orillas, en sitios silvestres discretos, particularmente en las cuevas de Panconsul, lado este en la parte baja de un cerro que se encuentra enfrente del Petencito. Albizurez (1980:55) reporta que antiguamente, aun a mediados de siglo, diferentes indígenas creían que cuando los niños nacían y tenían una mancha atrás, podrían estar predestinados para ser grandes hombres; para probarlo, los introducían durante tres días en las cuevas Panconsul; si resistían la prueba ello mostraba que eran fuertes y que serían los encargados de sumergirse en la laguna cuando fueran mayores.
En tres cerros que rodean a la laguna (Caccoj, Kinich, Panixcalera) y en sus orillas, especialmente en Panconsul (lado este, enfrente del Petencito) tradicionalmente ha habido y aún hay, altares que constituyen centros de oración en la religión maya Poqomchí y católica (sincretismo religioso). De alguna manera la adoración podría estar ligada a la creencia de que la laguna brota del agua de esas montañas, observación que fortaleció la percepción de Terga cuando en su estudio histórico de la vida de San Cristóbal, sintetiza: "Caccoh, donde brota el mar pequeño" (Terga, 1979). Ello muestra que dicha laguna, además de su valor material, está ligada a la historia y a las raíces culturales de los habitantes de San Cristóbal, Verapaz.
Montero de Miranda escribió en 1575 “la memoria y descripción breve de la provincia de la Verapaz” (UNAM, 1982:223-248) y al referirse a la laguna de San Cristóbal dice que “hay una laguna bien grande, larga y muy hondable, la cual se desagua por un buen arroyo, sin tener ella otro cebo de agua más de sus vivos manantiales. Y también es estéril, pero creo que la industria de los religiosos de esta provincia y su buen cuidado la han de hacer fértil de pescado antes de mucho. Los días pasados se echaron en tortugas y dicen los naturales que las ha visto de sobar y las pequeñuelas andar paseando algún pescado”. (UNAM, 1982:238)
Tomas Gage (1967:64), un sacerdote y aventurero inglés, dijo sobre San Cristóbal y la laguna entre 1627 y 1637, lo siguiente: “Desde este lugar hasta la Verapaz, o ha Cobán, que es la capital, no hay nada de considerable más que un solo pueblo llamado San Cristóbal, donde hay ahora un gran lago que no se le puede encontrar el fondo, según dice. Antiguamente no había tal lago, pero a causa de un temblor de tierra, esta se abrió y sumergiendo muchas casas dejó un lago que ha permanecido siempre en aquel lugar”. No relata fuente, y pareciera que reproduce relato de algún vecino; la historia tiene algún realismo.
El padre Ximénez (1929) mencionó al poblado “… que se llama San Cristóbal Caccoh y por otro nombre Chicho, que ambos a dos apellidos se convienen lindamente, como lo denota el caso que se refiere (Caccoh, que quiere decir en aquella lengua león bravo, y segundo Chicho, en la laguna, por tener a sus márgenes). También relata la historia sobre el origen del lago, que a su vez a él le habían contado: en casa de uno los principales se decidió inculpar falsamente a Fray Antonio para no tenerlo como sacerdote en su pueblo abriéndose la tierra y tragándose tan solo a la citada casa que se hundió en el agua.
Estudios de los sedimentos del lago sin embargo revelan que la parte oeste del lago, frente al San Cristóbal moderno, no sufrió ningún cambio en las épocas mencionadas , y que por lo tanto si el leyendario colapso ocurrió, solo afectó la mitad este del lago, fuera de la ciudad moderna. 
San Cristóbal, el Caccoh antiguo, fue desde principios de este siglo hasta 1930-45, la villa más importante de la Verapaz del Norte (Terga, 1979:3) “debido a su riqueza y herencia insondable”.
Los Poqomchíes respetaban los árboles sagrados y en especial la ceiba. En 1930 todavía existía un ritual en el cual se veneraba a un león enjaulado y le ofrecían candelas, flores y pom. "Los micos (monos) han sido siempre muy respetados por los Poqomes, porque en su mitología, ellos eran hombres que en otra época por un castigo fueron convertidos en animales" (Terga, 1979;59).
Diferentes vecinos ancianos indican que sus padres les contaban que la zona que rodea al Petencito estaba cubierta de agua y para llegar a él se utilizaba canoa o se nadaba. En tiempos de Ubico se realizaban limpias de vegetación para detener el proceso de invasión de plantas, especialmente en la garganta. El señor Héctor Nery Ruiz, exalcalde de San Cristóbal, relató que él acostumbraba navegar en una pequeña lancha con motor en la década del 50 y algunas veces rodeaba el Petencito, donde que quedaba a descansar para leer el período.
El nombre Petencito puede tiene relación con el vocablo Petén. Entre los Itzaes Petén significaba isla y por ello se dice que en general llamaban Petenes a las islas de las lagunas (Arriola, 1973:439). Ese nombre no se sabe desde cuando se usa para el sitio, pero pareciera que por analogía antiguamente fue utilizando en San Cristóbal. Ello refuerza la idea de recuperar, en un proceso de recuperación de la laguna, toda el área circundante al Petencito.

## Geonimia
Los vocablos Chichoj y Caccoh no aparecen en el libro de las geonirnias de Guatemala (Arriola, 1973) no obstante ser bastante usados en la región.
El primero que los menciona es el padre Ximénez. Caccoh: león bravo. Chichó: en la laguna. Ximénez no dice Chichoj.
El padre Ximénez mencionó al poblado "... que se llama San Cristóbal Caccoh y por otro nombre Chichó, que ambos dos apellidos se convienen lindamente, como lo denota el caso que se refiere (Caccoh, que quiere decir en aquella lengua león bravo, y segundo, de Chichó, en la laguna, por tener a sus márgenes" (Ximénez, 1929)
Albizurez (1980:55), citando a algunos informantes, indica que Chichoj en pocomchí significa boca de rata o de ratón. Personas entrevistadas actualmente indican que esa explicación no es cierta, ya que la pronunciación es diferente.
Algunos indígenas algo instruidos coinciden con el padre Ximénez en el sentido de que Chichoj significa a la orilla del lago o en el lago. Esto también coincide con los vocablos Cakchiquel y quiché, Chichoy y Chicho, que también significan a la orilla de la laguna {Arriola, 1973} _ Los vocablos Poqomchí, Cackchiquel y Quiché (Chichoj, Chichoy y Chichó ) tienen su origen lingüístico en la misma raíz maya.

## Cuencas hidrográficas e hidrología
El Área de Protección Especial Laguna Chichoj, forma parte de la Cuenca del Río Cahabón que descarga sus aguas hacia el Océano Atlántico. Las principales características hidrológicas e hidrogeológicas se describen en incisos siguientes.

## Hidrología superficial
Entre 1979 y 2011 la cuenca de la laguna Chichoj recibió en promedio 1,777 mm de precipitación por año al nivel de la laguna, y hasta 2,428 mm por año en las partes más altas de su cuenca. Si la totalidad de las aguas de la laguna se mezclaran homogéneamente, el tiempo de residencia del agua en la laguna sería de 35 ± 6 días. Sin embargo, la laguna es estratificada, la mayoría del agua restringe su circulación al epilimnio, lo que implica un tiempo de residencia media de sólo 18 ± 3 días, suponiendo una profundidad constante de la termoclina de 7 m.
Se distinguen varias microcuencas: a) al Oeste la microcuenca del Río Paná, compuesta por las quebradas de Chijuljá y Requenzal, b) al Suroeste, Los Lavaderos y Chicojgual; c) al Sur, las corrientes intermitentes del Cerro Caj Coj y d) al Noreste, el Río El Desagüe". Este último conduce las aguas de la Laguna Chichoj hacia el Río Cahabón. Tiene la particularidad que su corriente se pierde dentro de una cueva antes de unirse al Río Cahabón, con consecuencia que la parte baja de su valle se mantiene sin río.
Las corrientes superficiales se describen a continuación:
Río Paná: La cabecera del río se localiza entre las montañas Pampacché y Panixcalera. Tiene dos tributarios, las quebradas Paná y Chijuljá, que drenan un área de 14.87 km². El río Paná proporciona más del 95% de la entrada de agua superficial a la laguna, pero solo drena el 50% de la cuenca topográfica.
Quebrada Requenzal: El origen está en la montaña Panixcalera, en la parte media y baja hace un recorrido con dirección noroeste-sureste, cortando en cañones poco profundos. Dentro de la finca la Reforma forma una terraza aluvial, haciendo un recorrido sinuoso hasta confluir con la quebrada Chijuljá.
Kajcoj: El origen está en el Cerro Kajcoj, se compone de una serie de corrientes superficiales intermitentes que confluyen de forma separada a la Laguna.
Los Lavaderos: La cabecera de la quebrada se localiza entre la finca Los Lavaderos y el centro poblado Saclic. Divide al Cerro kajcoj de los cerros testigos de las aldeas Chicojgual y Buena Vista. Entre Saclic y la finca Buena Vista hace un recorrido sinuoso, drenando rocas de composición pomácea y sedimentos aluviales del Cuaternario. Antes de descargar sus aguas en la Laguna, forma una terraza de inundación de aproximadamente 800 m².
Chicojgual: La cabecera de la quebrada está entre la Finca Santo Domingo y la Aldea Santa María. Antes de llegar a la Laguna Chichoj forma una planicie de inundación de aproximadamente 1 kilómetro de longitud.
Río El Desagüe: Es la descarga principal de la Subcuenca de la Laguna Chichoj. Al salir de la Laguna, forma una planicie de inundación compuesta por aluvión cuaternario. Antes de descargar sus aguas al Río Cahabón desaparece dentro de una cueva luego de alimentar un molino antiguo.
La ocurrencia de yeso en profundidad debajo de la laguna se evidencia por un conjunto de manantiales con sulfato a lo largo de la traza activa de la falla del Polochic, dos kilómetros al sur de la laguna en el valle del Río Chixoy, donde forman grandes abanicos de travertino. La descarga en estos manantiales es mucho mayor que lo que sus zonas de captación de ladera pudieran proporcionar. La cuenca de la laguna de Chichoj es la cuenca más cercana susceptible de proveer agua a estos manantiales. La laguna se encuentra ubicada a 400-700 metros arriba de los manantiales

## Sucesión ecológica y reducción de la Laguna Chichoj
La actividad de la sociedad que influye en determinados cuerpos de agua, puede alterar significativamente a los componentes y sus relaciones, acelerando el proceso sucesional de manera perjudicial para la Sociedad en su conjunto. Ello ha ocurrido en la laguna Chichoj: la eliminación de desechos sin tratamiento ha provocado que cambien las condiciones nutritivas del agua y conforme esta se nutrifica (eutrofica) se produce un mayor crecimiento de la parte vegetal (fitoplancton y luego plantas macroscópicas) produciendo biomasa que no es consumida por la fauna; las plantas gradualmente han ocupado espacios en la superficie, han cambiado la relación de oxígeno en el agua, generando escasez para los animales acuáticos y mejores condiciones para mayor producción vegetal. Algunas plantas, como lirio acuático (Eichhornia crassipes) gradualmente han ocupado espacios de la superficie, en la medida que se generan condiciones para el surgimiento de plantas superiores, como tulares y así gradualmente se han formado áreas pantanosas. La principal fuente de fertilización es el alcantarillado de la ciudad, no la cuenca aguas arriba.
Este proceso explica el deterioro y la rápida pérdida del espejo de agua en las zonas pantanosas que rodean la laguna Chichoj; la vegetación lo invade y lo va sustituyendo por un sistema terrestre, lo cual en este caso es muy acelerado dado la fuerte carga contaminante y eutroficante. Sin embargo, en las partes más profundas del lago no se observa ningún crecimiento significativo de la tasa de sedimentación y esas partes no son amenazadas de desaparición.
La contaminación ha provocado que la secuencia succesional esté avanzando muy rápidamente. Se ha reportado que si la laguna no es intervenida rápidamente para detener y revertir ese proceso, puede transformarse en un pantano en no más de 12 años. En actualidad, considerando las tasas de sedimentación actuales, se tardaran varios milenarios antes de que se rellene completamente.

## Contaminación por cromo de la Laguna Chichoj
El contenido de cromo en los sedimentos de la laguna ha experimentado un aumento espectacular desde la década de los cincuenta, llegando a 20 veces sus valores de fondo natural. Su concentración se ha incrementado casi exponencialmente hasta por lo menos 2005. El cromo, que está presente en una concentración muy alta en el sedimento no parece bioacumularse en peces o cangrejos. El cromo se concentra en el jacinto de agua (Eichhornia crassipes), especialmente en sus raíces. Este cromo proviene de la fábrica de zapatos de Calzado Cobán, donde se utiliza para curtir pieles, antes de estar echado en el río Chijuljá que corre a la laguna.
El jacinto de agua se ha retirado regularmente de la laguna, en un esfuerzo por evitar que este la cubra totalmente. Estos jacintos de agua son convertidos entonces en abono hortícola. El cromo liberado a la laguna es transferido de esta manera al abono y de allí dispersado en el ambiente. La remoción de los jacintos de agua no impide la eutrofización, la cual solo podrá ser detenida cuando las aguas residuales de la ciudad sean o bien completamente desviadas lejos del laguna, o tratadas antes de ingresar a la misma. Los jacintos de agua actúan como organismos eficaces de limpieza, acumulando metales en sus tejidos. Su reciclaje como fertilizante, sin embargo, plantea preocupaciones con respecto a la dispersión de cromo y otros metales en el medio ambiente. La combinación de eutrofización y contaminación han llevado a esta situación inextricable donde las medidas de remediación favorecen la dispersión de los contaminantes. No está claro si la gran cantidad de cromo almacenada actualmente en los sedimentos permanecerá atrapada allí, o se difundirá de nuevo en el medio ambiente después del cese de la acumulación de cromo. En particular, un cambio en el ciclo biológico y en la oxigenación de las aguas profundas de la laguna puede alterar la estabilidad del cromo en los sedimentos lacustres.

## Pérdida de la cobertura forestal
El municipio de San Cristóbal Verapaz se caracteriza por superficies inclinadas en más del 52 % de su territorio, presentando pendientes mayores al 32 %, que equivalen a 221,24 km² de superficie y pendientes en el rango de 16 a 32 % en un 39 % del mismo (SEGEPLAN, 2004). Estas mismas características se observan en el área de estudio, ya que más del 60 % de la superficie de la subcuenca presenta pendientes mayores al 16 %, en zonas localizadas mayoritariamente en la zona norte y sur, en la Sierra Pampacché y la zona de Chilley respectivamente. Sin embargo, únicamente el 20,35 % del área de la subcuenca (5,66 km²) tiene cobertura forestal, predominando el bosque mixto (20,2 %) sobre el bosque de coníferas (0,01 %) y latifoliadas (0,14 %).
El crecimiento de la población, la falta de tierras disponibles para la agricultura y la baja oferta de empleos en otras ramas de actividad económica son factores que han incidido en la conversión de tierras con vocación forestal a tierras para la agricultura de subsistencia. Esta situación se agravó con la crisis del café, que al igual que en otras regiones cafetaleras del país, afectó a la población local con la pérdida de empleos. Los niveles de pobreza y necesidad de suplir necesidades inmediatas, la tradición agrícola y la falta de promoción de alternativas de manejo productivo sostenible son limitantes para la promoción de actividades forestales, cuyo beneficio económico es percibido a largo plazo.
La pérdida de cobertura forestal en el área, especialmente en las zonas con pendientes mayores a 32 % provoca problemas en cuanto que aumenta la vulnerabilidad a la erosión y disminuye considerablemente la capacidad de recarga hídrica, que es una función ecológica básica en la zona de estudio.
Adicionalmente, la deforestación ha repercutido en la fragmentación y pérdida de ecosistemas, conservando parches boscosos que impiden el mantenimiento de poblaciones viables de especies de fauna nativa, de tal manera que en el área solo pueden observarse algunas especies de mamíferos menores y aves.
De acuerdo a la información proporcionada en los diagnósticos participativos, ninguna de las comunidades que conforman la subcuenca de la Laguna Chichoj cuenta con reservas forestales comunales, exceptuando Chilley, con un pequeño terreno de 10 cuerdas de extensión (1.6 manzanas). La leña constituye la fuente de energía para cocinar en la mayoría de hogares a razón de cuatro cargas' promedio por semana, la cual es comprada a intermediarios o bien extraída de los remanentes de bosques de comunidades y en algunos casos, de fincas privadas. Las especies utilizadas para leña son pino y encino. Se denunció que en algunas comunidades se practica la tala ilegal, aunque no se pudo comprobar si se trata de aprovechamientos forestales o bien licencias de extracción para consumo familiar

## Amenazas sísmicas
El área de estudio se ubica al norte de la Zona de Falla del Polochic la cual es sísmica y tectónicamente activa. Información generada por el INSIVUMEH, indica que al sur del área de estudio se han producido sismos con epicentros relacionados con dicha falla, y otros localizados al noreste y suroeste, relacionados con fallas secundarias con orientación al noreste. Un sismo de menor magnitud (4.1 en la escala de Richter) registrado cerca de la zona de estudio, ocurrió en el año 2006, con epicentro en la junta de fallas del Chixoy-Polochic y la falla del Río Blanco. El más sensible hasta la fecha fue el ocurrido el 14 de junio de 2009 con magnitud (4.8 escala Richter) alarmando a las poblaciones vecinas y registrándose daños leves en la Iglesia Parroquial y la Estación de Bomberos Voluntarios. La laguna contiene un registro de estructuración de los sedimentos causadas por sacudidas sísmicas más amplias, luego del seísmo de magnitud 7.8 del 4 de febrero de 1978 a lo largo de la falla de Motagua, así como de seísmos grandes (magnitud superior a 7) a lo largo de la falla de Chixoy-Polochic en el pasado milenario. Las orillas pantanosas de la laguna son vulnerables al desbordamiento de la laguna durante terremotos. Ondas grandes pueden ser generadas bajo el efecto de la resonancia sísmica natural del cuerpo de agua (ondas seiche), y por deslizamientos de tierra causados por sismo dentro de la laguna (ondas de tsunami).

## Movimientos en masa
En el área de estudio se localizan dos zonas que son susceptibles a producir deslizamientos. Al norte de la Laguna se localiza la ladera de la Montaña Pampacché la cual presenta pendientes de entre 320 y 400. Está compuesta por rocas carbonatadas de la Formación Cobán, subyacida por rocas clásticas de la Formación Todos Santos. La Formación Todos Santos, forma planos de debilidad, los cuales al saturarse de agua pueden provocar deslizamientos en las calizas de la formación Cobán. La otra zona que puede provocar deslizamientos en masa se localiza en el Cerro Caj Coj, con pendientes que oscilan entre 160 y 320, aunque se observan pendientes de hasta 410. La base del cerro está constituida por rocas clásticas de la Formación Todos Santos. Sobre esta formación, descansan calizas de la Formación Cobán. Las condiciones litológicas y climáticas de la zona pueden provocar deslizamientos en masa. En la cantera de extracción de balastro ubicada al Sureste de la Laguna Chichoj, se observa un deslizamiento de calizas de la Formación Cobán, influenciado por factores litológicos, climáticos y humanos.

## Hundimientos del suelo
Indicios geológicos muestran que existe yeso por debajo de la laguna de Chichoj y bajo la cumbre de Los Chorros, al oeste de San Cristóbal Verapaz, que es responsable de los repetidos colapsos de ladera en la cumbre de Los Chorros y de la formación de la laguna de Chichoj, la cual ocupa al menos tres dolinas distintas formadas por disolución de yeso. La inspección del área de la laguna revela que las dolinas son geológicamente muy recientes (unas pocas decenas de miles de años como máximo) y, lo que es más importante, que los pantanos que rodean la laguna son también propensos al colapso del suelo. Estos pantanos se están urbanizando actualmente de forma rápida.Como resultado, podría esperarse una nueva subsidencia en estos lugares. Esta podría ser lenta y continua, lenta e intermitente, rápida, o incluso instantánea. En realidad, la subsidencia lenta y continua podría estar ocurriendo hoy sin ser detectada, en ausencia de estudios de nivel. Al igual que en la mayoría de los pantanos, la subsidencia del suelo probablemente esté ocurriendo de todos modos bajo los efectos combinados de la compactación de sedimentos y la oxidación de la materia orgánica. La subsidencia puede ser compensada por el crecimiento de plantas en la superficie y su desintegración in situ, combinado con la sedimentación entre los tallos, manteniendo así el nivel de los pantanos con la laguna. También pueden ocurrir episodios más rápidos de hundimiento en períodos de unos pocos días a algunos meses, así como colapsos repentinos, especialmente durante terremotos. La subsidencia tanto lenta como rápida expone las construcciones a riesgos, a través del hundimiento en los pantanos y a través de deslizamientos a lo largo de la orilla de la laguna.

## Inundaciones
En el área de estudio, las llanuras de inundaciones se localizan al sur y al norte de la Laguna de Chichoj. Además, la finca la Esperanza localizadas al este de la Laguna presenta un área de inundación de 100 hectáreas. Una antigua línea de costa indica que la laguna se ha extendido sobre los pantanos en un pasado reciente. El origen de esta inundación no está claro, pero puede estar relacionada con una evacuación menos eficiente del agua aguas abajo, ya sea a causa de una modificación reciente de la salida de la laguna, o por la obstrucción de la cueva por cual las aguas de la laguna son finalmente evacuadas. Independientemente del origen de esta línea de costa, la configuración actual de la evacuación de agua por la cueva plantea una amenaza adicional por inundación al área de los pantanos, con una inundación máxima que podría alcanzar 4,0 ± 0,3 m por encima del nivel medio actual del lago.

## Denuncia ante el Tribunal Latinoamericano del Agua
El 12 de septiembre de 2008, en una audiencia ante el Tribunal Latinoamericano del Agua (TLA), la ONG ASOVERAPAZ advirtió que de continuar la contaminación, la laguna se convertirá en un pantano en un lapso de 12 años. En esa fecha, el jefe edil Leopoldo Ical Jul se comprometió a cumplir con varias acciones, entre ellas, construir una garita ecológica en el lugar conocido como Petencito, la cual originalmente era una isla, pero actualmente la mitad de ésta ya es un pantano, debido a que los vecinos rellenan con materiales para luego construir en esa área. Además, la laguna es receptora de múltiples fuentes de contaminación doméstica, industrial y agropecuaria, tales como desechos de mataderos, beneficios de café, ingenios azucareros y aguas residuales de tenerías. También los ríos Chijuljá y Paná se han convertido en contaminadores de la laguna, ya que trasladan las aguas negras de los barrios San Cristóbal y Esquipulas hacia el manto acuífero. La proliferación de la contaminación está causando el crecimiento desmedido de algas y plantas acuáticas, entre ellas, tul y ninfa, lo cual ha reducido el agua en 80 por ciento de la superficie original. Según estudios realizados ante el TLA, la laguna contiene altos niveles de heces fecales lo cual hace inapropiado el consumo humano, además, esto ha generado un paulatino deterioro de la flora y la fauna en la zona. Tomando en cuenta que la laguna drena sus aguas hacia la cuenca del río Cahabón, la contaminación se está ampliando.
En medio de la creciente contaminación, el Tribunal del Agua resolvió a favor de un acuerdo de conciliación y acercamiento entre la parte denunciante, Asociación para el Desarrollo Integral Verapaz ASOVERAPAZ y los denunciados, la municipalidad de San Cristóbal Verapaz y el 
Consejo Departamental de Desarrollo, que han mostrado un desinterés en cumplir con los acuerdos para rescatar la laguna.